# Fabiola (roman)
Fabiola sau Biserica din catacombe (în engleză Fabiola or the Church of the Catacombs) este un roman scris de cardinalul englez Nicholas Wiseman. El a fost publicat pentru prima oară în 1854.

## Rezumat
Acțiunea romanului se petrece în Roma de la începutul secolului al IV-lea AD, în timpul persecuției creștinilor sub Dioclețian. 
Personajul principal al cărții este Fabiola, o tânără frumoasă dintr-o familie nobiliară romană. Ea este răsfățată de tatăl ei, Fabius, care nu-i poate refuza nimic. Fabiola pare să aibă totul, inclusiv o educație superioară în materie de filozofie, dar ea nu este mulțumită cu viața sa. Într-o zi, într-un moment de furie, o atacă și o rănește pe sclava sa, Syra, care este, în secret, o adeptă a creștinismului. Plină de mândrie, răsfățata fată romană este uimită de umilința Syrei, de maturitatea și devotamentul acesteia față de stăpâna sa chiar și în această situație, și în sufletul ei se produce treptat o transformare, care culminează în cele din urmă cu convertirea sa la creștinism, adusă la credință de verișoara sa Agnes (Agnia) și de Syra.
O altă acțiune a romanului îl are în centrul său pe tânărul Pancratius, un creștin pios și fiu al unui martir, care se pregătește el-însuși pentru martiriu. Dușmanul lui Pancratius este Corvinus, un coleg de școală agresiv care este iritat de viața curată a tânărului creștin. El face totul pentru a distruge comunitatea creștină din catacombe. Aceasta include organizarea acțiunii de linșare a fostului lor profesor Cassianus, care este creștin în secret. Cu toate acestea, Pancratius îi arată dușmanului său sensul iertării creștine când îi salvează viața la scurt timp după ce Corvinus l-a ucis pe Cassianus.
Un alt personaj cu rol negativ este enigmaticul Fulvius, un tânăr aparent bogat venit din Orient, care se dovedește în curând a fi un vânător de creștini pe care îi denunță autorităților pentru bani. Scopul lui este pe de o parte de a obține mâna fie a Fabiolei, fie a Agnesei, iar pe de altă parte de a strămuta comunitatea creștină din Roma. După unele evenimente dramatice care dezvăluie surprinzătoarele sale legături cu Syra, care este sora sa mai mică Myriam, pierdută de multă vreme, Fulvius se căiește de relele săvârșite, se convertește la creștinism și devine pustnic.

## Personaje
Printre personajele romanului se află un număr de martiri și sfinți creștini cum sunt: Sfânta Agnesa, Sfântul Sebastian, Sfântul Pancrațiu (Pancratius), Sfântul Casian (Cassianus), Sfânta Emerențiana și Sfântul Tarciziu. Două excepții sunt personajele Fabiola și cerșetoarea oarbă Caecilia, prietena Syrei și adeptă a creștinismului; deși poartă nume de sfinte, ele nu sunt identice cu Sfânta Fabiola (care a trăit ulterior) și Sfânta Cecilia (a cărei legendă este foarte diferită de povestea Ceciliei din roman).

## Context
Wiseman a scris Fabiola în parte ca răspuns la virulenta carte anticatolică Hypatia (1853) a lui Charles Kingsley. Romanul a fost destinat în special prigonitei minorități catolice din Anglia, care abia ieșise dintr-o stare de semi-ilegalitate (ierarhia catolică din Anglia a fost restabilită abia în 1850).
Povestea subliniază astfel comunitatea apropiată a primilor creștini,  dragostea lor reciprocă, sentimentul lor de solidaritate. În același timp, trimiterile directe la situația catolicilor din Anglia de la momentul scrierii cărții sunt relativ rare, mai ales în comparație cu romanul Callista (1855) al lui John Henry Newman, care a fost considerat ca un fel de "precedent" al romanului Fabiola. Totuși, limbajul eroic în care sunt scrise poveștile martirilor are ca scop întărirea curajului și a determinării catolicilor din Anglia. Latura educațională a cărții este de asemenea importantă: mai multe capitole prezintă informații istorice despre cult și înmormântarea în catacombe.
Un film franco-italian cu titlul Fabiola a fost lansat în 1949. (Acesta a ajuns în SUA abia în 1951 într-o versiune drastic scurtată.) Filmul are puține asemănări cu cartea.

## Traduceri în limba română
- Fabiola sau Biserica din catacombe (1863) - traducere de Societatea bisericească-literară a teologilor români
- Fabiola sau Biserica din catacombe (1911) - traducere de Natalia Negru
- Fabiola sau Biserica din catacombe (1937) - traducere de Alexandru Lascarov–Moldovanu
- Fabiola sau Biserica din catacombe (Ed. Libra, București, 1991) - traducere de Alexandru Lascarov–Moldovanu